# Певец джаза
«Певец джаза» (англ. The Jazz Singer) — чёрно-белая немая, с частичным озвучиванием, музыкальная драма 1927 года режиссёра Алана Кросланда. В главных ролях — Эл Джолсон, исполнивший шесть музыкальных номеров, и Мэй Макэвой. Фильм основан на одноимённой пьесе Самсона Рафаэльсона (1925) и адаптирован из его рассказа «День искупления». Картина стала первым в истории полнометражным фильмом с синхронизированной записанной музыкальной партитурой, а также синхронным пением и озвучиванием некоторых реплик, положивший начало коммерческому превосходству звуковых фильмов в прокате и закату эпохи немого кино. Звук записан по технологии «Вайтафон». Премьера фильма состоялась 6 октября.
На 1-й церемонии премии «Оскар» в 1929 году кинофильм получил специальную премию «за создание первой звуковой картины, произвёдшей революцию в отрасли», а также номинировался в категориях Лучший адаптированный сценарий и Лучшие спецэффекты.
В 1996 году внесён в Национальный реестр фильмов, обладая «культурным, историческим или эстетическим значением».
По версии Американского института кино картина занимает 90-е место в списке 100 фильмов за 1998 год (выбыла в 2007) и 71-е место в 100 киноцитат («Подождите минутку, подождите минутку. Вы ещё ничего не слышали!» (первая речевая реплика в истории кинематографа))

## Сюжет
Фильм открывает увертюра, длящаяся около четырёх с половиной минут.
«В каждой живой душе взывает к выражению дух — возможно, это жалобный плач по джазу, в конце концов, непонимание в произнесении молитвы. Нью-йоркское гетто, пульсирующее в ритме музыки, которая старше, чем цивилизация. Кантор, Рабинович, певчий гимнов в синагоге, упорно придерживается древних традиций своей расы.»
Нью-Йорк. Мистер Рабинович (Уорнер Оулэнд), хаззан в синагоге еврейского гетто в Нижнем Ист-Сайде Манхэттена, хочет, чтобы его 13-летний сын Джейки (Бобби Гордон) продолжил давнюю семейную традицию и также стал кантором («Сегодня Джеки поёт „Кол нидрей“. Он должен быть здесь!»). Сара (Юджини Бессерер) («Сара Рабинович. Бог сделал её женщиной, а любовь сделала её матерью.») сомневается в стремлении мужа («Возможно наш мальчик не хочет быть кантором, папа»), но кантор настаивает («Что он должен сказать? Пять поколений Рабиновичей были канторами — он должен им стать!»)
Мальчик, пренебрегая устоями своего благочестивого иудейского семейства, распевает популярные джазовые песенки в пивной («My Gal Sal») («Рэгтайм-Джейки с нами — дадим ему передохнуть»). Мойша (Отто Ледерер) («Мойша Юдлесон, жёсткий ортодокс, имеющий власть в делах гетто») замечает Джейки и спешит с этим сообщением к кантору, обнадёживающему жену («Я обучу его всем гимнам и молитвам — он будет знать их так же, хорошо, как я» — Да, папа, он знает все песни — он держит их в своей голове, но не в своём сердце" — «Он начнёт петь Йом-Киппур натощак, без ужина»). Узнав новости от Мойши («Кого бы вы думали я видел в салуне распевающим рэгтаймовые песни? Вашего сына Джейки!») разгневанный кантор тащит сына, исполняющего «Waiting for the Robert E. Lee», домой. Джейки цепляется за мать, отец говорит: «Я научу его как портить голос, данный ему Богом!», на что Сара отвечает: «Но папа — наш мальчик, он не думает так, как мы». На слова отца «Сначала он получит порку!» Джейки угрожает: «Если вы снова выпорите меня, я убегу — и никогда не вернусь!» После наказания Джейки на прощание целует маму и, верный своему слову, сбегает. Вышедший кантор произносит: «Время готовится к службе, мама.», Сара отвечает: «Наш мальчик ушёл, и он никогда не вернётся.»
На Йом-Киппуре Рабинович скорбно говорит одному из участников службы: «Мой сын должен был стоять рядом со мной и петь сегодня вечером, но теперь у меня нет сына». Пока поётся священный Кол нидрей, Джейки пробирается домой, чтобы забрать фотографию своей любящей матери.
«Годы спустя — и в 3000 милях от дома. Джейки Рабинович стал Джеком Робином — сын кантора, джазовый певец. Но слава всё ещё была не схваченным пузырём.»
Примерно 10 лет спустя Джейки, сменивший имя на более ассимилированное и находит своё призвание. Джека вызывают из-за его стола в кабаре, чтобы он выступил на сцене («Джек Робин споёт „Dirty Hands, Dirty Face“. Они говорят, он хорош — увидим.» — «Пожелай мне удачи, Пол — она мне безусловно нужна»). Джек поражает слушателей своим проникновенным исполнением, после чего произносит первую речевую реплику «Подождите минутку, подождите минутку. Вы ещё ничего не слышали!», и исполняет весёлую «Toot, Toot, Tootsie» («Goo' Bye»)). Зрители в восторге аплодируют и стучат столовыми приборами по столам. Джека представляют прекрасной Мэри Дейл (Мэй Макэвой), танцовщице музыкального театра. «Я был на вашем выступлении в Солт-Лейк, мисс Дейл — я думаю, вы прекрасны.» «Есть много джазовых певцов, но в вашем голосе есть слеза», — говорит отвечает девушка («Я рад. что вы так думаете»), предлагая помочь в его многообещающей карьере («Возможно, я могу помочь вам»).
«Для всех тех, чьи лица повёрнуты к прошлому, годы проходят незаметно — их жизни неизменчивы.»
Вернувшись домой, старший Рабинович обучает молодого студента традиционному канторскому искусству. Сара показывает пришедшему Мойше письмо от сына:
«Дорогая мама! Со мной всё хорошо, я зарабатываю 250 долларов в неделю. Прекрасный подарок, Мэри Дейл — мой большой шанс. Пиши мне в театр Ла Саль в Чикаго. В прошлый раз ты забыла и назвала меня Джейки Рабиновичем. Сейчас моё имя — Джек Робин.
Твой любящий сын,
Джейки.
Сара просит перечитать часть письма („Прочтите мне снова что он говорит о девушке“), после чего произносит: „Возможно, он влюбился в шиксу (нееврейку).“ Мойша обнадёживает её: „Возможно нет — Рози леви в театре — Розмари Ли.“ („Кантор сегодня рассержен“). Мистер Рабинович говорит радостной Саре: „Я говорил тебе никогда не открывать его письма — у нас нет сына!“
„Портленд, Сиэтл, Солт-Лейк, Денвер, раздельная неделя в Омахе — Чикаго и Мэри обещают реализацию.“
После очередного выступления Мэри Джек произносит „Это была самая счастливая неделя в моей жизни. Надеюсь, мы всегда будем вместе — в том же списке.“, между двумя танцовщицами происходит разговор: „Он точно влюбился в неё.“ — „С Мэри у него нет шанса.“ Девушка вручает Джеку телеграмму:
Нью-Йорк, 8 августа 1927 года
Мисс Мэри Дейл,
Не могли бы вы сыграть главную роль в мюзикле в театр Чикаго, поставленном в Нью-Йорке. Репетиции начнутся на этой неделе. Ответьте.»
(«Какой прекрасный шанс для тебя. Мы все будем сожалеть о твоём уходе.» — «Я тоже буду по тебе скучать.» — «Я знаю — ты добьёшься успеха — и если когда-нибудь я достигну чего-нибудь, я всегда буду в долгу перед тобой.» — −0 «И ты напишешь. когда я приеду в Нью-Йорк?»). Они прощаются, у Джека стоят слёзы в глазах.
Джек читает афишу: «Специальный дневной спектакль. Последний концерт кантора Розенблатта в „Священных песнях“ и приходит на представление кантора (Йоселе Розенблат) („Kaddish“), похожего на его отца, и вспоминает его службы. Под впечатлением от представления, на вокзале он с улыбкой пишет письмо Мэри в Отель „Палас“, штат Иллинойс. Одна из женщин возмущается „Если они снова отдадут моё место этому джазовому певцу — я уйду со сцены.“ -„Позвольте ей побушевать! Джек заслужил лучшее место в списке в любом театре!“ Продюсер останавливает Джека: Ты не поедешь на этом поезде! Твоём выступление отменят!» — «Вы…вы не можете так поступить со мной — я работал сверхурочно!» -«Это слова из Нью-Йорка.» Женщина злорадствует «Что я тебе говорила?» Труппа садится на поезд, Джек рвёт письмо. «Гарри Ли организовал твою премьеру, так что ты сможешь выступить на сцене Бродвея!» - «Не разыгрывайте меня — мне и так плохо.» — «Никакого розыгрыша — поезд до Нью-Йорка отправляется сейчас — вот твой билет!» — «НЬЮ-ЙОРК! БРОДВЕЙ! ДОМ! МАМА!». Радостный Джек прощается с труппой, женщина двулично замечает «Я всегда знала, что вы добьётесь успеха!»
«Шестидесятый день рождения кантора.»
Сара с подругой дарят мистеру Рабиновичу одно и то же. («Молитвенная шаль — я подарила ему такую же.») Приходит Мойша («Цыплёнок от Леви, и я сам приготовил вино — и я тоже принёс подарок кантору.» -«Прекрасная молитвенная шаль — как раз то, что ему нужно»). На выходе Юдлесон сталкивается с Джеком («Вы не Джейки — Джейки Рабинович?» — «Вы не Юдлесон — кибитцер (зритель, дающий нежелательный совет или комментарий)?» Оба приветствуют друг друга. Джек и мама нежно встречают друг друга («Мама, ты нисколько не изменилась за все эти годы» — «Для этого я жила, чтобы снова увидеть мою крошку!» — «Я спешил увидеть тебя и папу — а затем я пойду справиться о своей новой работе.»). Джек дарит матери украшение, та беспокоится («Бриллианты! С камнями в них! Ты же не сделал что-нибудь неправильно, не так ли, Джейки?»), Джек со смехом отвечает: «Мама — ты уже совсем ничего не слышишь!». Тут он замечает пейзаж на стене вместо своей фотографии («Мой портрет там не висит?» — «Да, Джейки, но он упал и разбился.» — «Как папа? У меня наконец появился шанс, мама. Я собираюсь спеть в большом шоу!) Сказа: Я спою тебе одну из песен, которую я собираюсь попробовать», Джек поёт «Blue Skies», играя на пианино.
Неожиданно вернувшийся отец криком останавливает исполнение и впадает в ступор, увидев Джека («Папа, тебе есть что сказать своему сыну?»). Джек пытается объяснить свою точку зрения и свою любовь к современной музыке: "Ты посмел принести свои джазовые песни в мой дом! Я учил тебя петь песни Израиля,, чтобы ты занял моё место в синагоге! — «Ты из старого мира! Если ты родился здесь, ты должен чувствовать то же, что и я. Традиции это хорошо, но сегодня другие времена! Я проживаю свою жизнь так, как считаю нужным!» — «Ты говоришь так с кантором — это святотатство!». В спор вмешивается Сара: "Не забывай, папа — это твой День рождения, и Джейки вернулся домой. — «И я не забыл о твоём Дне рождении, папа. Пусть много счастья вернётся в этот день, кантор Рабинович. Видите, я запомнил, как мы говорили это, когда я был маленьким мальчиком.» -«Видишь, папа — красивая молитвенная шаль, как раз то, что тебе нужно» — «Я живу хорошо, папа, и собираюсь на большое Бродвейское шоу» Потрясённый отец взрывается с новой силой: Певец в театре — ТЫ, из пяти поколений канторов! — «Ты учил меня, что музыка — это голос Бога! Это почётно, петь в театре так же, как в синагоге! Мои песни значат так же много для моей аудитории, как твои для твоих прихожан!».
Происходит развязка ссоры — кантор изгоняет сына: («Убирайся из моего дома! Я больше никогда не хочу тебя видеть — ты, джазовый певец!») Уходя, Джек делает предсказание: «Я пришел домой с сердцем, полным любви, но ты не хочешь понимать. Когда-нибудь ты поймешь, как мама». Сара со слезами на глазах обращается к отвернувшемуся молчащему мужу: «Он вернулся однажды, папа, но он больше никогда не придёт снова.»
«Репетиция „Апрельских безумства“ проходит в хорошей форме.»
Балетмейстер разучивает танец с девушками («Давайте вдохнём в это жизнь — и не бойтесь!»). Продюсер Гарри Ли (Ричард Такер) говорит Мэри, порекомендовавшей Джека на главную роль: «Надеюсь, это твоё „открытие“, Мэри, так же хорошо, как ты думаешь.» — «не волнуйтесь о нём. Если это музыка — он споёт её.» Джек приходит на репетицию и встречается с девушкой («Мне не сказали, что ты будешь здесь. И ты танцуешь в шоу?» — «Они сказали, что собираются прославить меня. Но теперь, когда ты здесь, во мне ещё больше уверенности.» — «Но это тебя я должен благодарить за нахождение здесь.») Джек знакомится с Генри («Мэри очень сильно вас рекомендовала, но, в конце-концов, вы получили вакантное место.»
«Горе, странствующее по свету, остановилось в доме Рабиновичей.»
Через две недели после изгнания Джека и за 24 часа до премьеры мюзикла на Бродвее мистер Рабинович тяжело заболевает. Посетивший больного Мойша показывает Саре газету с новостью «Апрельские безумства с Мэри Гейл и Джеком Робином начнутся завтра вечером.». Женщина говорит: «Если Джейки узнает, что его отец заболел — он придёт.» На репетиции Джек разговаривает с Мэри: «Но ты одна из тех, кто на самом деле прославится — я чувствую это, я знаю это!». Юдлесон приходит в театр, стараясь не обращать внимания на соблазнительных девушек. Его останавливает сторож («Не умеете читать? Кто курит?» — «Я хочу увидеть Джейки Рабиновича, актёра. Извините, пожалуйста, я хотел сказать Джека Робина.»-«Он один из тех, кто знал вас ребёнком — сказал, его имя Нудлесон.»). Мойша и Джек обнимаются, тот узнаёт о печальном событии и должен выбрать между шоу и долгом и семьёй и верой: чтобы спеть Кол нидрей для Йом-Киппура вместо отца, ему придется пропустить большую премьеру. («Завтра День искупления, они хотят чтобы ты спел в синагоге, Джейки.» — «Но мой отец — он не хочет, чтобы я пел, не так ли?» — «Джейки, мой мальчик, я не хотел говорить это тебе внезапно, но твой отец — он очень болен, со дня, как ты там был. Но Джейки, твоё пение будет как солнечный свет для твоего папы.» — «Вы не поняли — он выгнал меня из дома.» — «Джейки, запомни: сын — это сын, не важно, даже если папа прогнал его прочь сотни раз!» — «Наше шоу начнётся завтра вечером — это шанс о котором я мечтал годами!» В разговор вступает Мэри («Они просят меня занять место моего отца, потому что он болен.» — «Но это невозможно — мы открываемся завтра вечером.» — «Хочешь ли ты быть первым Рабиновичем за пять поколений, который предал своего Господа?» — «Мы в своём шоу-бизнесе тоже имеем религию — каждый день шоу должно продолжаться!» Опечаленный Мойша уходит ни с чем, Гарри даёт распоряжение: «Одевайтесь к репетиции завтра в час. Приходите полные сил!»
«Канун Дня искупления.»
Вечером Юдлесон говорит еврейским старейшинам: «Впервые у нас нет кантора в День искупления». Лёжа в постели, слабый и изможденный, кантор говорит, что он не может выступать в самый священный праздник: «Мой сын приходил ко мне во сне — он так прекрасно пел Кол нидрей.» Женщина снимает очки мужа и промакивает ему глаза. «Если бы он только пел так сегодня вечером — конечно, он будет прощён». Если бы он только пел так сегодня вечером — конечно, он будет прощён". Больного навещает доктор, читающий отчёт медсестры. Мойша спорит с одним из старейшим («Безусловно я спою Кол нидрей.» — ."Скорее я спою её сам, чем это сделает он." — ."Ты споёшь её? Ты даже не сможешь её рассказать! «Хорош председатель — позволить сесть солнцу без кантора!» — «Я должен остановить солнце от захода!»
."Последняя костюмированная репетиция."
Балетмейстер говорит продюсеру: «Шоу пока слабое — всё зависит от этого певца джаза, который вновь поднимет его!»
Пока Джек готовится к генеральной репетиции, нанося чёрный макияж, он обсуждает с Мэри свои карьерные устремления и семейное давление, которому, по их мнению, он должен сопротивляться («Ты не очень полон энтузиазма.» — «Конечно я полон — ты выглядел прекрасно! В моей голове только одна мысль — хорошо провести вечер Я собираюсь показать всё, что я вложил в свои песни» — «Я боюсь, что ты беспокоишься о своём отце.» — «Я любил петь для своих людей, но я нужен здесь. Но есть что-то, в конце-концов, в моём сердце — возможно это зов лет, крик моей расы.» — «Думаю, я понимаю, Джек, но неважно, насколько силён зов, это твоя жизнь.» Джек видит в зеркале службу отца и продолжает: «День искупления — самый торжественный из наших священных дней, и песни Израиля льют слёзы в моём сердце.» — «Твоя карьера — место. на которое тебя поставил Господь. Не забывай этого, Джек.» — «Ты права. Моя карьера значит для меня больше, чем что-либо ещё в мире.» — «Больше, чем я?» — «Да, больше, чем ты.» — «Тогда не позволяй ничему стоять у тебя на пути — ни родителям, ни мне, ничему!»
Сара и Юдлесон приходят в театр, их останавливает сторож («Никто не может видеть его сейчас. Почти время для его выхода.» — «Но его папа болен, возможно умирает — я должна увидеть его!») Мужчина идёт в гримёрку («Это тот человек, что был вчера, и он привёл с собой пожилую леди.») Оба умоляют Джека прийти к отцу и спеть вместо него ("Джейки, это ты? — «Он говорит как Джейки, но выглядит как его тень.» — «Твой папа так болен, его лицо такое бледное, он зовёт тебя.»). Пришедший балетмейстер говорит: "Лучше приготовься, Джек — следом твой выход. Тот разрывается между сценой и домом. («В своих снах он слышит, как ты поёшь. Через два часа, как солнце покинет небо, начнётся Искупление — пойдём, Джейки. — „Мама, я не могу, я не могу!“» — "Возможно твой папа умирает, возможно он никогда больше не услышит, как ты поёшь. " С балетмейстером приходит Гарри Ли: «Поспеши, Джек! Это костюмированная репетиция так же важна, как вечернее шоу!»
Джек представление в блэкфейс («Mother of Mine, I Still Have You»), Сара впервые видит сына на сцене. Женщина в слезах произносит: «Вот он и принадлежит. Если бы Бог хотел забрать его в свой дом, он бы оставил его там. Он больше не мой мальчик — теперь он принадлежит всему миру.» Восторженный Гарри жмёт Джеку руку: «Ты был прекрасен, Джек!», остальные участники тоже восхищены. Мэри говорит ему: «Твоя мама ушла, но она примирилась и поняла, что твоё место здесь.» В гримёрке Джек снимает парик и плачет.
Медсестра говорит Саре: «Он уснул.» Джек возвращается в отчий дом («Джейки, ты пришёл спеть?» — «Нет, мама — я пришёл увидеть папу.»), после чего уговаривает сестру («Я просто хочу увидеть его — я не разбужу его. Я буду очень тих — пожалуйста, позвольте мне увидеть его.») Он становится на колени у постели отца, тот открывает глаза, трясущейся рукой гладит сына по голове и щеке, и они с любовью разговаривают, пришедший доктор ждёт в стороне: «Скоро ты снова поправишься, папа.» — «Сын мой, я люблю тебя». Джек целует отцовскую руку и говорит с доктором («Всё возможное для него было сделано. он в руках своего Бога.»)
Приходит Мойша («Я знал, что ты придёшь. Хор ждёт.». Сара предполагает, что если Джек займет его место на службе, это может помочь исцелить кантора («Может быть. если ты споёшь, твой отец поправиться.». Мэри приходит с Гарри («Ты же не думаешь бросить нас, не так ли, Джек?», который предупреждает Джека, что он никогда больше не будет работать на Бродвее, если не появится на премьере («Если бросишь Бродвей — никогда не получишь другую работу.». Джек не может решиться («Это выбор между тем, чтобы бросить самый большой шанс в моей жизни, или разбить сердце моей матери. Я не имею права поступить по другому!» Мэри бросает ему вызов: «Ты солгал, когда сказал, что твоя карьера идёт перед чем бы то ни было?» Мойша убеждает его: «Ты должен спеть сегодня вечером.», Джек не уверен, сможет ли он вообще заменить отца: «Я не пел Кол нидрей с тех пор, как был маленьким мальчиком.» — «Что учит маленький мальчик — то он никогда не забывает.», — отвечает Юдлесон, показывая ему молитвенную шаль. Гарри восклицает: «Не глупи, Джек!», его мать говорит: «Делай то, что у тебя на сердце, Джейки — если ты будешь петь, а Бог не будет в твоём голосе, твой отец будет знать», продюсер уговаривает его: «В сердце ты джазовый певец!»
В театре на премьере один из зрителей говорит жене, показывая пальцем на имя Джека в буклете: «Говорят, он чудесен». В последний момент конферансье объявляет: «Леди и джентльмены, этим вечером представления не будет.»
Джек поёт Кол нидрей в синагоге. Мистер Рабинович на смертном одре слышит сына и просит открыть окно, после чего с благоговением произносит свои последние слова: «Мама, у нас снова есть наш сын». Женщина рыдает над телом мужа, медсестра опускает голову, доктор отворачивается. Дух кантора появляется рядом с сыном в церковной одежде и кладёт ему руку на плечо. Мэри и Гарри приходят послушать церемонию, девушка видит, как Джек примиряет разделение в своей душе: «Джазовый певец поёт своему Богу», продюсер кивает.
«Сезон идет — и время лечит — шоу продолжается».
Джек в роли певца джаза появляется в театре «Зимний сад» как исполнитель на открытии шоу «Задняя комната». В первом ряду переполненного зала рядом сидят Сара и Мойша. Джек в блэкфейс исполняет «My Mammy» и добавляет, встав на колено: «Это о своей маме я говорю, ни о какой другой, о своей маленькой маме.»
Фильм завершает оркестровая композиция.

## Работа над фильмом
Съёмки обошлись в 422 тысячи долларов — крупная сумма даже для кинокомпании Warner Brothers, редко тратившей более 250 тысяч. Лишь две картины стоили больше: полностью немое «Морское чудовище» (503 тыс.) и «Дон Жуан» (546 тыс.) с Джоном Берримором в главных ролях обеих. Тем не менее, издержки обусловили серьёзный риск, особенно в свете денежных затруднений компании: Гарри Уорнер перестал получать зарплату, а его дочь Дорис «вспоминала, что во время съёмок фильма Гарри заложил драгоценности жены и переселил семью в небольшую квартиру».

## Первый звуковой фильм
Хотя многие и более ранние ленты содержали звуковое сопровождение, их длительность не превышала длины одной стандартной части 10 минут. В 1921 году в Нью-Йорке был показан полнометражный фильм Дэвида Уорка Гриффита «Улица грёз» (англ. Dream Street), содержавший единственный песенный эпизод и шумы толпы. Показ фильма был предварён программой звуковых короткометражек, в том числе эпизодом, в котором Гриффит обращается напрямую к аудитории. Однако, сам фильм не содержал разговорных эпизодов. Подобным же образом ранние звуковые полнометражные картины компании Уорнер, выпущенные в 1926 году (например, «Дон Жуан»), содержали лишь синхронизированные музыкальные и шумовые эпизоды. Однако, в фильме «Певец джаза» помимо этого, включены многочисленные песенные эпизоды и несколько речевых. Основная часть реплик не озвучена, а снабжена интертитрами, как в классических немых картинах. В качестве юного Джеки Рабиновича, Джолсон исполнил две популярные песенки, его отец исполнил молитву «Кол нидрей», известный композитор Йоселе Розенблат в роли самого себя — другую религиозную мелодию. В качестве взрослого Джека Робина, Джолсон исполнил шесть песен, пять популярных джазовых мелодий и «Кол нидрей».
Звук для фильма записал звукоинженер Джордж Гроувз. В качестве режиссёра был приглашён Алан Кросланд, уже имевший опыт звукового производства по двум картинам: «Дон Жуан» и «Старый добрый Сан-Франциско», вышедшим в прокат, когда «Певец джаза» был в производстве.
Появление вокала Джолсона приходится на 15-ю (22-ю) минуту фильма. Первая речевая реплика — «Подождите минутку, подождите минутку. Вы ещё ничего не слышали!» (англ. Wait a minute, wait a minute. You ain’t heard nothin' yet!) — стала впоследствии исторической, символизируя начало эры звукового кино. В целом, синхронных речевых эпизодов в фильме наберётся едва ли на две минуты. Большинство синхронных кадров вокального пения сняты средним и общим планами, когда несовпадение артикуляции почти незаметно.

### В ролях
- Эл Джолсон — Джейки Рабинович, сын хаззана/ Джек Робин, джазовый певец
- Мэй Макэвой — Мэри Дейл, танцовщица в театре
- Уорнер Оулэнд — мистер Рабинович, кантор в синагоге, отец Джейки
- Юджини Бессерер — Сара Рабинович, мать Джейки
- Отто Ледерер — Мойша Юдлесон, еврей-ортодокс, председатель общины
- Роберт «Бобби» Гордон — Джеки Рабинович (13 лет)
- Ричард Такер — Гарри Ли, продюсер Мэри и Джека
- Йоселе Розенблат — камео

## Награды и номинации

### Награды
- 1929 — Специальный «Оскар» за создание фильма «Певец джаза», первой звуковой картины, которая произвела революцию в отрасли (Warner Brothers)

### Номинации
- 1929 — «Оскар»:
- Лучший адаптированный сценарий (Альфред Кон)
- Лучшие спецэффекты (Наджент Слотер) (номинация не связана с конкретным фильмом, но по воспоминаниям академиков он упоминался чаще всего из-за «Певца джаза»)

## Значение

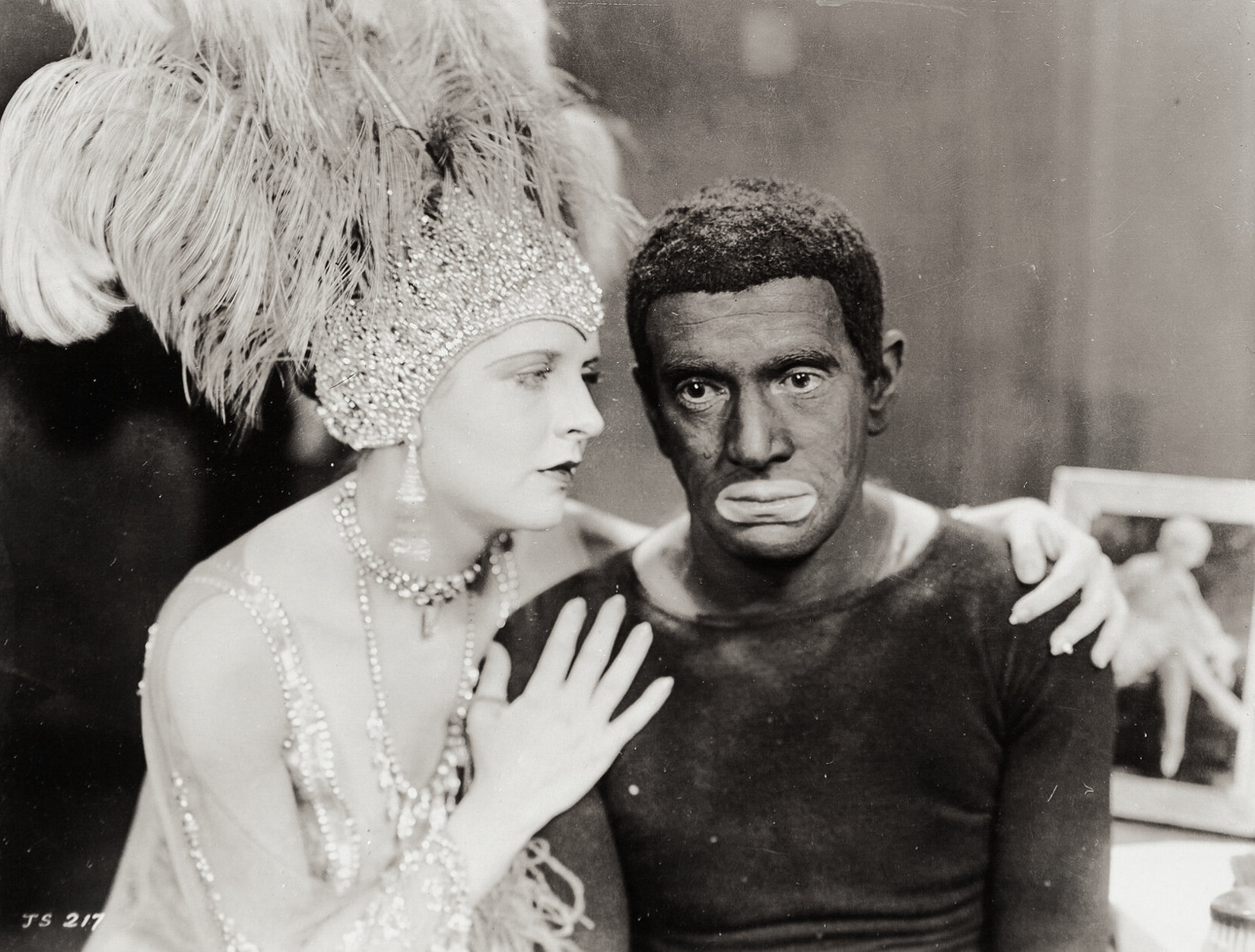
Мэри и Джек

В фильме косвенно затрагиваются расовые и национальные неурядицы американского общества начала XX века. Главный герой, исполняя «музыку чернокожих» — джаз, вынужден выступать в гриме, чтобы походить на африканца, так как джаз являлся афроамериканским феноменом, и одновременно чтобы скрыть своё еврейское происхождение, опасаясь осуждения со стороны соотечественников. Надо сказать, что сам Эл Джолсон, урождённый Аса Йоэлсон, был знаменитым эстрадным артистом, сыном раввина, так что его персонаж во многом автобиографичен. Однако исполнительская манера Джолсона имела весьма опосредованное отношение к джазу — он был очень «белым» музыкантом.
С художественной же стороны картина представляется довольно примитивной. Это, по сути, обычный немой фильм, в котором вставлено несколько номеров Эла Джолсона и пара синхронизированых диалогов, между которыми огромные «куски» немого кино. «Накатанные» съёмочные приёмы, совершенно «немое» воплощение ролей не позволяют поставить картину в ряд кинематографических шедевров. Создатели фильма не использовали сюжетной и технической возможности изобразить некоторый контраст "немого прошлого" и "наступления звука" как символа Жизни, не дали отцу героя ни одной полноценной реплики (ни в сцене примирения с сыном, ни даже на смертном одре) кроме единственного возгласа "Хватит!/Стоп!" ранее в сцене ссоры. Тем не менее, первенство фильма в звуковом кинопроизводстве, и, в особенности, его невероятный прокатный успех (при бюджете 422 тысячи долларов фильм собрал в прокате 3,9 миллиона), подстегнули интерес других киностудий к скорейшему внедрению звуковых технологий, что вызвало звуковую революцию в американском, а затем и в мировом кинематографе. О потрясающем эффекте, который выход фильма «Певец джаза» произвёл на Голливуд, рассказано в классическом киномюзикле «Поющие под дождём» (1952).
В фильме Мартина Скорсезе «Авиатор» Говард Хьюз, в исполнении Леонардо ДиКаприо, смотрит фильм «Певец джаза», после чего принимает решение переснять продюсируемый им фильм «Ангелы ада» со звуком.